# Bogusław Nowacki
Bogusław Nowacki (ur. 13 stycznia 1934 w Poznaniu, zm. 5 sierpnia 2018) – polski chodziarz, medalista mistrzostw Polski.
Na mistrzostwach Polski seniorów wywalczył trzy medale, srebrny w chodzie na 10 km w 1954, srebrny w chodzie na 20 km w 1956 i brązowy w chodzie na 10 km w 1955. W 1955 zwyciężył w chodzie na 10 km w halowych mistrzostwach Polski.
Był zawodnikiem Kolejarza Poznań (1949-1953), Zrywu Katowice (1954-1956), Zrywu Warszawa (1957) i AZS Opole (1958), jego rekord życiowy w chodzie na 20 km wynosił 1:41:07,0 (1956).
Był absolwentem Akademii Wychowania Fizycznego w Warszawie (1970), pracował jako nauczyciel wychowania fizycznego w Brzegu, przez wiele lat był sędzią lekkoatletycznym, a także działaczem sportowym w Orliku Brzeg, Stali Brzeg i Odrze Brzeg.